# Semiothisa quadricaudata
Semiothisa quadricaudata là một loài bướm đêm trong họ Geometridae.